# Tunaläns och Sevede kontrakt
Tunaläns och Sevede kontrakt var ett kontrakt i Linköpings stift inom Svenska kyrkan. 

## Historik
Tunaläns och Sevede kontrakt var ett kontrakt i Linköpings stift inom Svenska kyrkan. Det bestod av Vimmerby stadsförsamling, Vimmerby landsförsamling, Pelarne församling, Södra Vi församling, Djursdala församling, Frödinge församling, Vena församling, Misterhults församling, Tuna församling, Kristdala församling, Rumskulla församling och Hässleby församling. Kontraktet uppgick 1962 i Sevede och Aspelands kontrakt tillsammans med Aspelands kontrakt.

## Administrativ historik
- Vimmerby stadsförsamling
- Vimmerby landsförsamling
- Pelarne församling
- Södra Vi församling
- Djursdala församling
- Frödinge församling
- Vena församling
- Hultsfreds församling bildad 1955.
- Rumskulla församling
- Hässleby församling
- Misterhults församling
- Kristdala församling
- Tuna församling

## Kontraktsprostar
| Ämbetstid | Namn                    | Levnadstid | Övrigt                                 |
| --------- | ----------------------- | ---------- | -------------------------------------- |
| 1355      | Joar                    |            | Kyrkoherde i Södra Vi församling.      |
| 1384      | Nicolaus                |            | Kyrkoherde i Vimmerby församling.      |
| 1402      | Joannes Petri Mörske    |            | Kyrkoherde i Vimmerby församling.      |
| 1462      | Peder                   |            | Kyrkoherde i Vena församling.          |
| 1465      | Nicolaus                |            | Kyrkoherde i Vena församling.          |
| 1522      | Laurentius              |            | Kyrkoherde i Vena församling.          |
| 1547      | Magnus Olavi            |            | Kyrkoherde i Vimmerby församling.      |
| 1555      | Andreas Johannis        |            | Kyrkoherde i Rumskulla församling.     |
| 1611      | P. Ungius               |            | Kyrkoherde i Rumskulla församling.     |
| 1624–1640 | Christophorus Duræus    | 1593–1642  | Kyrkoherde i Tuna församling.          |
| 1641–1645 | Johannes Phalerius      | 1588–1645  | Kyrkoherde i Vimmerby stadsförsamling. |
| 1645–1656 | Johannes Hircinius Bock | –1656      | Kyrkoherde i Rumskulla församling.     |
| 1656–1680 | Olaus Sunonis           | 1604–1680  | Kyrkoherde i Vimmerby stadsförsamling. |
| 1682–1704 | Johannes Phœnix         | 1631–1704  | Kyrkoherde i Vimmerby stadsförsamling. |
| 1705–1710 | P. L. Corvinus          |            | Kyrkoherde i Virserums församling.     |
| 1711–1715 | N. Duvaerus             |            | Kyrkoherde i Rumskulla församling.     |
| 1716–1735 | Magnus Lehnberg         | 1665–1735  | Kyrkoherde i Vimmerby stadsförsamling. |
| 1738–1749 | Magnus Boræn            | 1697–1749  | Kyrkoherde i Misterhults församling.   |
| 1750–1783 | D. A. Drangel           |            | Kyrkoherde i Tuna församling.          |
| 1784–1794 | A. N. Drangel           |            | Kyrkoherde i Frödinge församling.      |
| 1794–1796 | A. Kraft                |            | Kyrkoherde i Vimmerby stadsförsamling. |
| 1799–1810 | A. E. Esse              |            | Kyrkoherde i Vimmerby stadsförsamling. |
| 1810–1817 | J. W. Loenbom           |            | Kyrkoherde i Misterhults församling.   |
| 1818–1829 | P. Wahlbom              |            | Kyrkoherde i Södra Vi församling.      |
| 1830–1842 | P. Zetterling           |            | Kyrkoherde i Tuna församling.          |
| 1842–1857 | Ambrosius Ludvig Lindal | 1787–1872  | Kyrkoherde i Vimmerby stadsförsamling. |
| 1857–1873 | J. A. Moberger          |            | Kyrkoherde i Södra Vi församling.      |
| 1873–1875 | K. Cedrén               |            | Kyrkoherde i Rumskulla församling.     |
| 1875–1877 | A. W. Wimmerstedt       |            | Kyrkoherde i Frödinge församling.      |
| 1877–1880 | Sven Alfred Lindblom    | 1824–1908  | Kyrkoherde i Vena församling.          |
| 1880–1887 | L. P. Broman            |            | Kyrkoherde i Rumskulla församling.     |
| 1887–1889 | G. R. Lundborg          |            | Kyrkoherde i Tuna församling.          |
| 1889–1898 | J. T. Blidberg          |            | Kyrkoherde i Vimmerby stadsförsamling. |
| 1898–1923 | Ch. Meurling            |            | Kyrkoherde i Kristdala församling.     |
| 1923–     | C. F. Johansson         |            | Kyrkoherde i Tuna församling.          |